# New Waterford, Ohio
New Waterford là một làng thuộc quận Columbiana, tiểu bang Ohio, Hoa Kỳ. Năm 2010, dân số của làng này là 1238 người.

## Dân số
- Dân số năm 2000: 1391 người.
- Dân số năm 2010: 1238 người.